# Torneo de las Cuatro Naciones 1899
El Torneo de las Cuatro Naciones de 1899 (Home Nations Championship 1899) fue la 17° edición del principal Torneo del hemisferio norte de rugby.
El campeonato fue ganado por la selección de Irlanda.

## Clasificación
| Lugar | Selección  | Partidos | Partidos | Partidos  | Partidos | Puntos  | Puntos    | Puntos | Tabla de puntos |
| Lugar | Selección  | Jugados  | Ganados  | Empatados | Perdidos | A favor | En contra | dif.   | Tabla de puntos |
| ----- | ---------- | -------- | -------- | --------- | -------- | ------- | --------- | ------ | --------------- |
| 1     | Irlanda    | 3        | 3        | 0         | 0        | 18      | 3         | +15    | 6               |
| 2     | Escocia    | 3        | 2        | 0         | 1        | 29      | 19        | +10    | 4               |
| 3     | Gales      | 3        | 1        | 0         | 2        | 36      | 27        | +9     | 2               |
| 4     | Inglaterra | 3        | 0        | 0         | 3        | 3       | 37        | −34    | 0               |

## Resultados
| 7 de enero | Gales | 26 - 3 | Inglaterra | Swansea, |  |

| 4 de febrero | Irlanda | 6 - 0 | Inglaterra | Dublín, |  |

| 18 de febrero | Escocia | 3 - 9 | Irlanda | Edimburgo, |  |

| 4 de marzo | Escocia | 21 - 10 | Gales | Edimburgo, |  |

| 11 de marzo | Inglaterra | 0 - 5 | Escocia | Londres, |  |

| 18 de marzo | Gales | 0 - 3 | Irlanda | Swansea, |  |

## Premios especiales
- Triple Corona:  Irlanda
- Copa Calcuta:  Escocia